# Ordine di Sant'Ermenegildo
Il Reale e militare ordine di Sant'Ermenegildo (in spagnolo: Real y militar ordem de San Hermenegildo) è un'onorificenza militare spagnola.

## Storia
L'Ordine di Sant'Ermenegildo venne fondato a Madrid il 28 novembre 1811 da Ferdinando VII di Spagna come onorificenza militare. L'Ordine venne dedicato a sant'Ermenegildo, figlio del visigoto Leovigildo, patrono dell'esercito spagnolo.
L'Ordine veniva concesso automaticamente a tutti i militari d'esercito che avessero trascorso un certo numero di anni di servizio attivo con scansioni diverse a seconda dei gradi: 40 anni I classe, 25 anni II classe, 10 anni III classe.

## Gradi
L'Ordine si compone di tre gradi di benemerenza:
- Cavaliere di Gran Croce (limitato a 60 membri)
- Ufficiale, Commendatore e Commendatore con placca, (limitato a 160 membri)
- Cavaliere (limitato a 270 membri)

A questi si sommano due collari, uno per il Gran Maestro e uno per il Sovrano dell'Ordine (che solitamente coincide con il sovrano di Spagna).
Nastri
| Cavaliere | Commendatore | Commendatore con placca | Cavaliere di Gran Croce |

## Insegne
La medaglia dell'Ordine consiste in una croce smaltata di bianco, riportante al centro un disco con dipinta l'immagine di Sant'Ermenegildo a cavallo una fascia smaltata con inscritto in oro "PREMIO A LA CONSTANCIA MILITAR". La medaglia è sostenuta al nastro tramite una piccola corona reale in oro.
La placca consiste in una croce di Malta in argento con sbalzi a diamante, bordata e pomata, avente in centro un disco con dipinta l'immagine di Sant'Ermenegildo a cavallo una fascia smaltata con inscritto in oro "PREMIO A LA CONSTANCIA MILITAR", il tutto circondato da una corona d'alloro smaltata di verde. Dietro le braccia si trova una stella raggiante che unisce le braccia stesse.
Il nastro è color magenta con una striscia bianca per parte.
|           |              |                         |            |
| Cavaliere | Commendatore | Commendatore con Placca | Gran Croce |

## Altri progetti

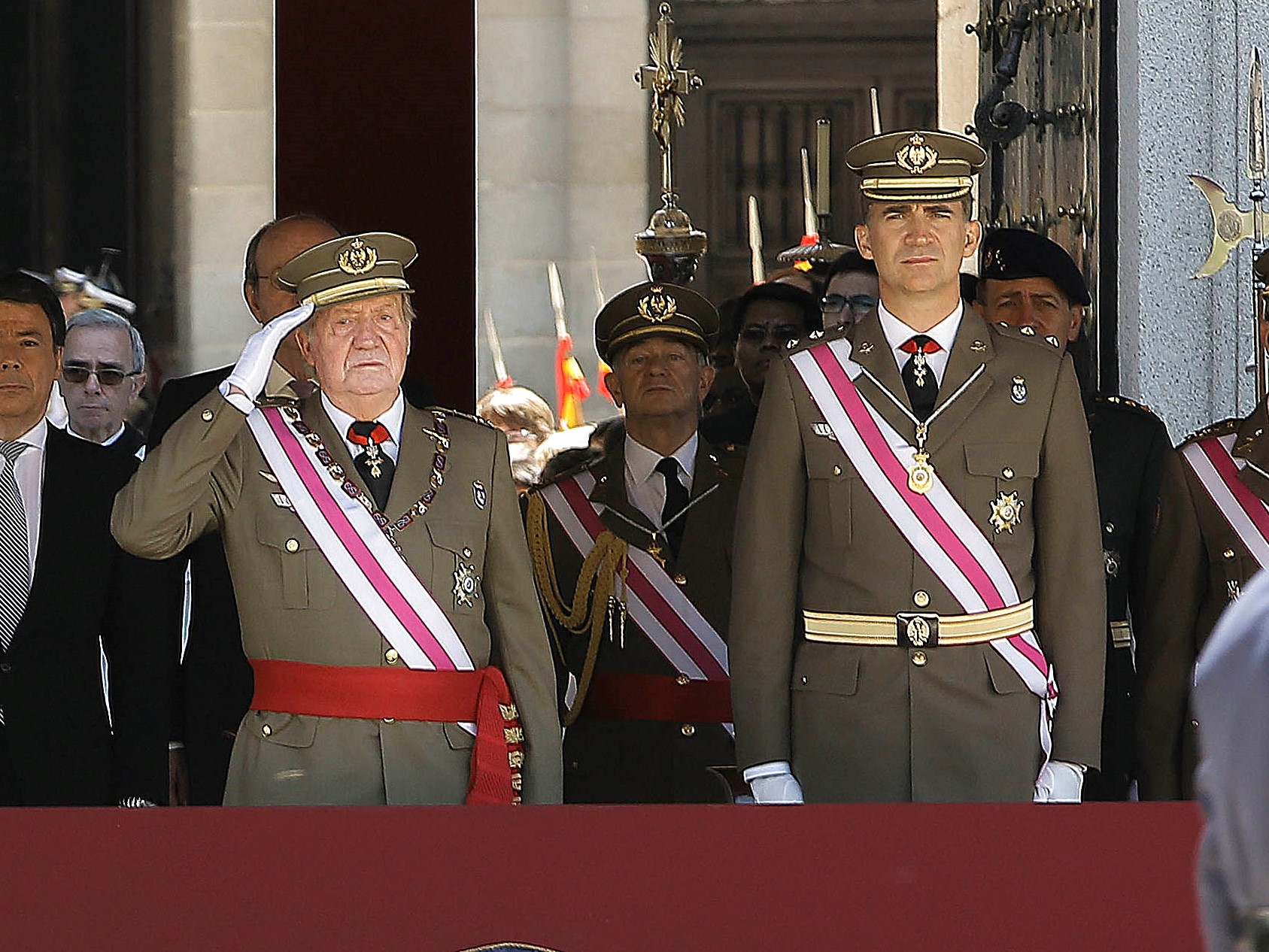
Juan Carlos, Filippo di Spagna e generali spagnoli,Cavalieri di Gran Croce dell'Ordine